# Glenea mitonoana
Glenea mitonoana là một loài bọ cánh cứng trong họ Cerambycidae.